# Vajdaháza
Vajdaháza település Romániában, Szilágy megyében.

## Fekvése
Csákigorbótól délre, Páncélcsehtől nyugatra, Füzes, Drág, Szótelke és Szentkatolnadorna közt fekvő település.

## Nevének eredete
Kádár József monográfiája szerint nevét valószínűleg egy Vojvoda nevű dobokai várjobbágytól nyerte.

## Története
Vajdaháza nevét 1320-ban említették először az oklevelek Woiuadahaza néven. 
1511-ben Waydahaza, 1830-ban Vajdaháza néven írták.
Első név szerint ismert birtokosát 1320-ból ismerjük: a Zsombor nemzetség egyik ágából származó Csonka László volt.
Csonka László fiaitól, Lászlótól és Domokostól Károly Róbert király hűtlenség miatt elvette a birtokot, és Elefánti Dezsőnek adományozta, de később megkegyelmezve nekik, Vajdaháza visszakerült régi birtokosai, az Iklódiak kezére, és az övék maradt egészen az 1500-as évek elejéig.
1437-ben élt a településen Vajdaházi Nagy Pál, aki Budai Nagy Antal seregében volt zászlótartó.
1440-ben Iklódi Beke fiai voltak Vajdaháza birtokosai, akik itteni birtokukat Maueni Govanni dési sókamarásnak adták zálogba, 1455-ben pedig ugyancsak zálogként adták Odvaruta dési sókamarásnak.
1546-ban Vajdaházát a Lupsai család vette meg, 1554-ben Lupsai János a birtok negyedét Károlyi Ferencnek adta zálogba. 1577-ben Kendy Sándoré, 1583-ban Maróthy Nagy Mihályé. 
1599-ben a Sibrik családé lett, aki Báthory Zsigmondtól kapta meg a hűtlenné vált Kendy Sándor birtokát.
1694-ben Teleki Mihályé, s a Telekieké volt még 1898-ban is.
1837-ben 678 lakosa volt, ebből 676 román, 2 zsidó. A házak száma 93 volt.
1891-ben 909 lakosából 1 római katolikus, 896 görögkatolikus, 8 református, 3 izraelita volt.
Vajdaháza a trianoni békeszerződés előtt Szolnok-Doboka vármegye Csákigorbói járásához tartozott.

## Népviselet, népszokások
Az 1800-as évek végén Vajdaházáról a következőket jegyezték fel:
Épületeik faoldalúak, többnyire szalmával fedettek. Lakóházuk egy szoba s pitvar.
A férfiak öltözete házi vászon, kivarrott ingelővel, bő lábravalóval, csizma, kék ujjas és pörgekalap, világos condraposztóvól kivarrt kabát (szokmány); télen condraposztónadrág, selyemmel hímzett bőr mellrevaló, fekete báránybőr sapka.
A nők öltözete kartonszoknya, piros csizma, mellrevaló, kék ujjas, hozzá fehéres condrakabátot viselnek.

## Nevezetességek
- Görögkatolikus fatemploma a község északi részén egy dombon épült. Mihály és Gábor őrangyalok tiszteletére szentelték fel. Három harangja van, az egyik 1870-ből való.

Anyakönyvet 1820-tól vezetnek.